# Belgian Open 1999
Il Belgian Open 1999  è stato un torneo di tennis giocato sulla terra rossa. È stata la 6ª edizione del torneo, che fa parte della categoria Tier IV nell'ambito del WTA Tour 1999. Si è giocato ad Anversa in Belgio, dal 10 al 16 maggio 1999.

## Campionesse

### Singolare
Justine Henin ha battuto in finale  Sarah Pitkowski con il punteggio di 6–1, 6–2

### Doppio
Laura Golarsa /  Katarina Srebotnik hanno battuto in finale  Louise Pleming /  Meghann Shaughnessy con il punteggio di 6–4, 6–2